# Jänissaari (ö i Finland, Egentliga Tavastland)
Jänissaari är en ö i Finland. Den ligger i sjön Saloistenjärvi och i kommunen Tammela i den ekonomiska regionen  Forssa ekonomiska region  och landskapet Egentliga Tavastland, i den södra delen av landet, 100 km nordväst om huvudstaden Helsingfors. Öns area är 0,5 hektar och dess största längd är 140 meter i sydöst-nordvästlig riktning.